# Jarcewo (obwód smoleński)
Jarcewo – miasto w Rosji, w obwodzie smoleńskim, siedziba rejonu jarcewskiego.
Jarcewo leży około 63 km na północny wschód od Smoleńska. Znajduje się tu stacja kolejowa Jarcewo i przystanek kolejowy 353 km, położone na linii Moskwa – Mińsk – Brześć.